# Danny Griffin
Daniel Patrick Griffin (Londres, 2 de julio de 1997), conocido simplemente como Danny Griffin, es un actor y modelo británico, reconocido por su papel de Sky en Fate: The Winx Saga.

## Biografía
Griffin nació en Kensington y Chelsea, Londres, Inglaterra, aunque se crio en Cornualles, un condado situado en la escarpada punta suroccidental de Inglaterra, en una granja remota junto a sus padres y cuatro hermanas. A la edad de 17 años, regresó a Londres para estudiar actuación.
Comenzó su carrera en el escenario en 2014, participando en la obra teatral de «The Railway Children».Más tarde, en 2017, consiguió un papel invitado en un episodio de la serie de Netflix Free Rein. Interpretó a Aslan en la película The Gentlemen del 2019, dirigida por Guy Ritchie. En 2021, hizo el papel de Sky, uno de los personajes principales de la serie de Netflix Fate: The Winx Saga.

## Filmografía

### Televisión
| Año         | Título              | Papel           | Notas              |
| ----------- | ------------------- | --------------- | ------------------ |
| 2017        | Free Rein           | Danny           | Aparición especial |
| 2019        | So Awkward          | Hunter Phillips | Aparición especial |
| 2020        | Get Even            | Shane           | Rol recurrente     |
| 2021 - 2022 | Fate: The Winx Saga | Sky             | Protagonista       |

### Cine
| Año  | Título                                 | Papel  | Notas          |
| ---- | -------------------------------------- | ------ | -------------- |
| 2017 | Surviving Christmas with the Relatives | Maciej | Rol recurrente |
| 2019 | The Gentlemen                          | Aslan  | Rol recurrente |